# الجاسوس على القاموس
الجاسوس على القاموس، كتاب أحمد فارس الشدياق، أوسَعَ دراسة منظمة في النَّقد المعجمي قديماً وحديثاً، كان أُسُّهُ (القاموس المحيط) الذي غدا من أشهر المعاجم في العصور المتأخرة، وأكثرها تداولاً بين أبناء العربيَّة؛ فاتخذه الشِّدياق مثالاً لما في المعاجم العربيَّة من عيوب أو نقص، واتَّخذ من نقده وسيلة للإبانة عن حاجة العربية إلى معجم جديد منقَّح، سَهل التَّرتيب، مُبين عن سرِّ الوضع في اللغة. ولم يكن اهتمام الشِّدياق في كتابه مقصوراً على نقده (القاموس) بل تعدَّاه لجملة من النَّقدات المتفرقة الموج‍َّهة لـ (التهذيب) و (الصحاح) و (اللسان) وغيرها؛ فجاء كتابه ذخيرة غنية بالمعلومات عن (القاموس) وغيره، ومرجعاً لا غنى عنه في النقد المعجميِّ.
تحريت في الجاسوس نصحا لكل من**يؤلف أرجو الأجر من عالم الغيب
فإن كان فيه بعض شيء يعيبه**فكل كتاب خط لم يخل من عيب
لا يخفى على كل محب للغة العربية صيت هذا المؤلف القيم. فقد سار الشدياق على خطى من سبقوه وأحبوا ذلك المعجم الوفير.
من أبرز المؤلفات التي تأثر بها الشدياق لكتابة الجاسوس نذكر:
- اضاءة الـرامـوس و إضـافـة الـنـامـوس عـلـى إضـاءة القاموس. لصاحبه محمد الطيب الفاسي[2] وهو أستاذ اللغوي الشهير الزبيدي.
- تاج العروس من جواهر القاموس، 10 مجلدات لصاحبه مرتضى الزبيدي.